# Desert Camouflage Uniform

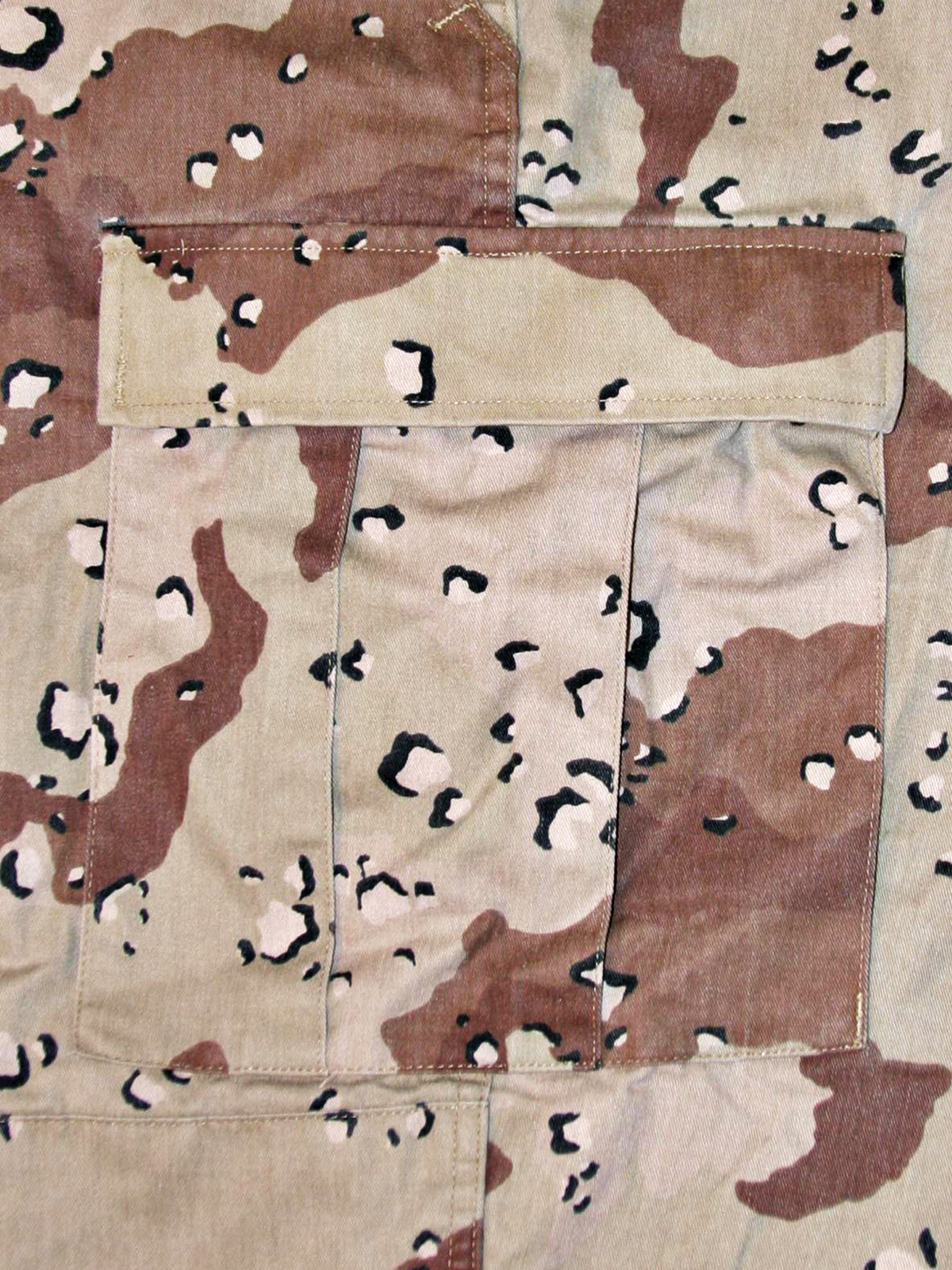
Камуфляж Chocolate-Chip.

Desert Camouflage Uniform или Desert Battle Dress Uniform — унифицированная камуфляжная полевая форма, созданная для армии США, и применявшаяся с начала 1980-х годов до середины 1990-х годов, особенно в период войны в Персидском заливе. Хотя военные США давно отказались от этой модели, данный паттерн по-прежнему широко используется военными во всем мире.

## Описание
«Пустынная полевая униформа» была разработана в 1976 году и использует шаблон камуфляжа, известный как Six-Color Desert Pattern (шестицветный пустынный паттерн) или как его обычно называли, «шоколадная крошка» и «тесто для печенья». Камуфляж получил своё прозвище из-за сходства с тестом для печенья с шоколадной крошкой. Он составлен из базового рисунка светлого, песочного цвета, наложенных широкими полосками бледно-зеленого и широких двухцветных полос коричневого цвета. Группы черно-белых пятен разбросаны для имитации гальки и отбрасываемой ей тени.

## История

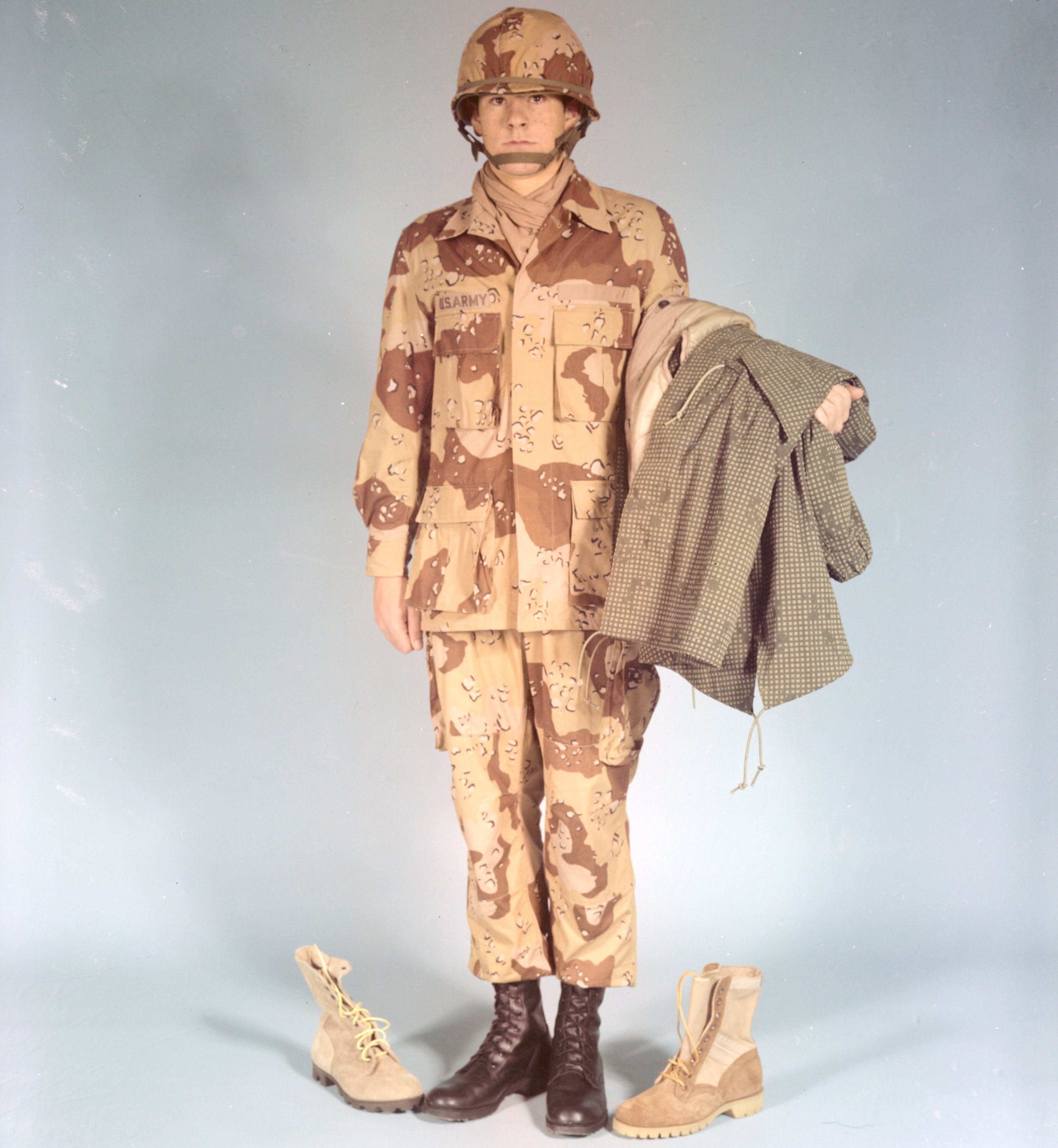
Солдат в ранней версии DBDU, 1976 год.

Хотя камуфляж «шоколадная крошка» стал хорошо известен во время войны в Персидском заливе, он был разработан почти за три десятилетия до этого, в 1962 году. Армия США, полагая, что когда-нибудь может возникнуть необходимость вмешаться в арабо-израильские конфликты, разработала тестовый паттерн, для создания которого в качестве модели использовали пустыни юго-запада США. Когда военные действия на Ближнем Востоке прекратились, тестовый образец «положили под сукно». Формирование Сил быстрого развертывания США (RDF) в 1979 году с их полномочиями действовать на Ближнем Востоке и защищать интересы США в регионе Персидского залива привело к необходимости внедрения камуфлированного обмундирования для действий в пустыне.

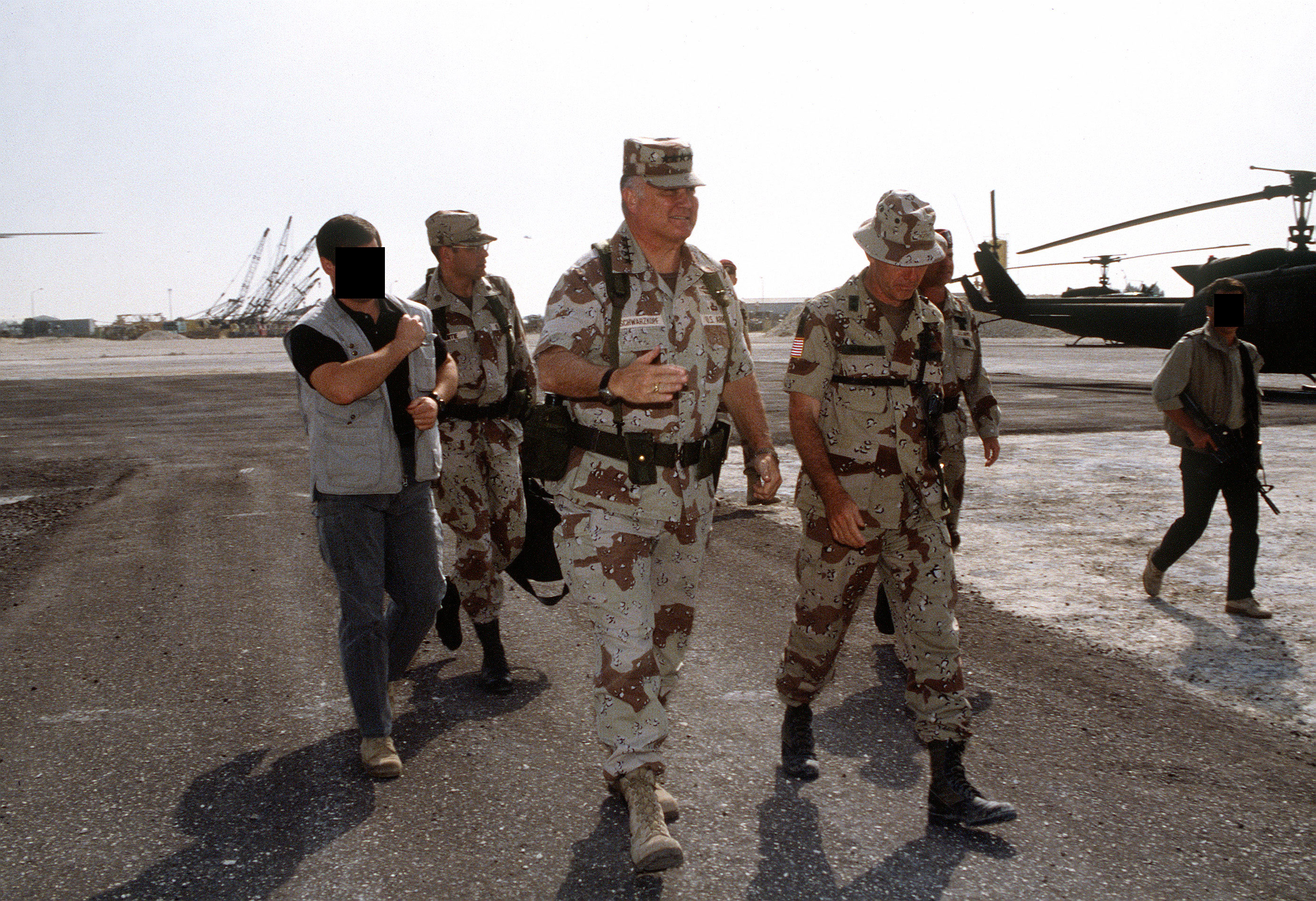
Генерал Шварцкопф в униформе DBDU с окраской «шоколадная крошка», 1991 год.

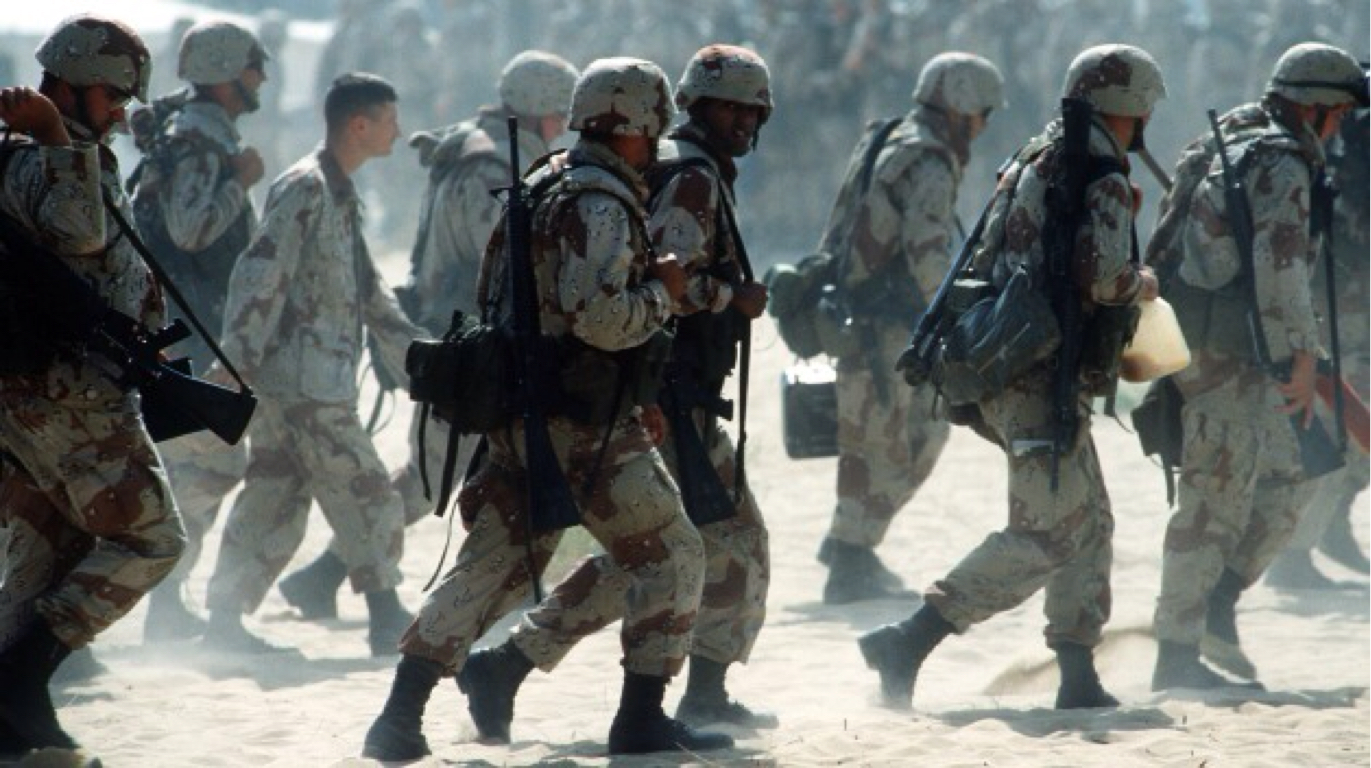
Американские солдаты в DBDU во время операции «Буря в пустыне».

Отзывы военнослужащих показали, что расцветка камуфляжа слишком сильно контрастировала с ландшафтом ближневосточной пустыни, что препятствовало эффективному слиянию с местностью. Неофициальные данные свидетельствуют о том, что темные участки рисунка нагревались больше, чем более светлые участки под воздействием солнечных лучей в пустыни, и дольше сохраняли тепло. Кроме того, производство 6-цветного камуфляжа было также более затратным, чем трёх- или четырёхцветного рисунка. Необходимость в камуфляже, который лучше подходил бы для использования в любой пустыне, привела к формированию новых требований для нового пустынного камуфляжа. Солдатский центр Армии США в Натике приступил к поиску замены. Пробы песка и земли с Ближнего Востока были измерены на оптическую и инфракрасную отражательную способность, и с помощью этой статистики было создано семь пробных образцов. Прототипы были протестированы в четырнадцати различных пустынных районах и число образцов уменьшилось до одного фаворита. Получившийся в результате «Desert Camouflage Pattern: Combat» был стандартизирован в 1990 году, но его не успели запустить в производство из-за того, что американские войска уже были направлены в Саудовскую Аравию для участия в войне в Персидском заливе в старых комплектах DBDU. В ходе кампании, по инициативе генерала Нормана Шварцкопфа, шестицветный DBDU был изготовлен из 100 % хлопкового поплина без армирующих панелей, чтобы сделать её ношение более комфортной в условиях жаркой пустыни. Всего было заказано 500 000 улучшенных хлопковых BDU. Однако из-за проблем с ценами вскоре после окончания войны в Персидском заливе производство хлопковых шестицветных BDU было прекращено.

## Современность
По состоянию на начало 2010-х годов «шоколадные чипсы» всё ещё широко используется во всем мире, даже после того, как Соединенные Штаты отказались от него. Форма, похожая на DBDU, была выдана Национальной гвардии Ирака до её роспуска в 2004 году и иракским силам безопасности. Южнокорейские войска использовали в ограниченном количестве с 1993 года вариант с коричневым, заменивший черный в оригинальном американском рисунке; этот южнокорейский вариант также был испытан в Объединенных Арабских Эмиратах. Национальная гвардия Омана использует образец, смешивающий «шоколадные чипсы» с «амебой», в то время как Национальная гвардия Саудовской Аравии и Кувейта использует серый вариант «шоколадных чипсов». Саудиты также используют серый, черный и белый «городской» вариант, а полиция носит синий вариант того же камуфляжа. Палестинская полиция также использует синюю форму с рисунком «шоколандные чипсы». Южноафриканский камуфляжный рисунок «Солдат 2000» аналогичен американскому образцу. В Казахстане используется копия рисунка с использованием коричневого, средне-коричневого, бутылочно-зеленого и серовато-зеленого цветов, в дополнение к черно-белым кляксам.

## Галерея

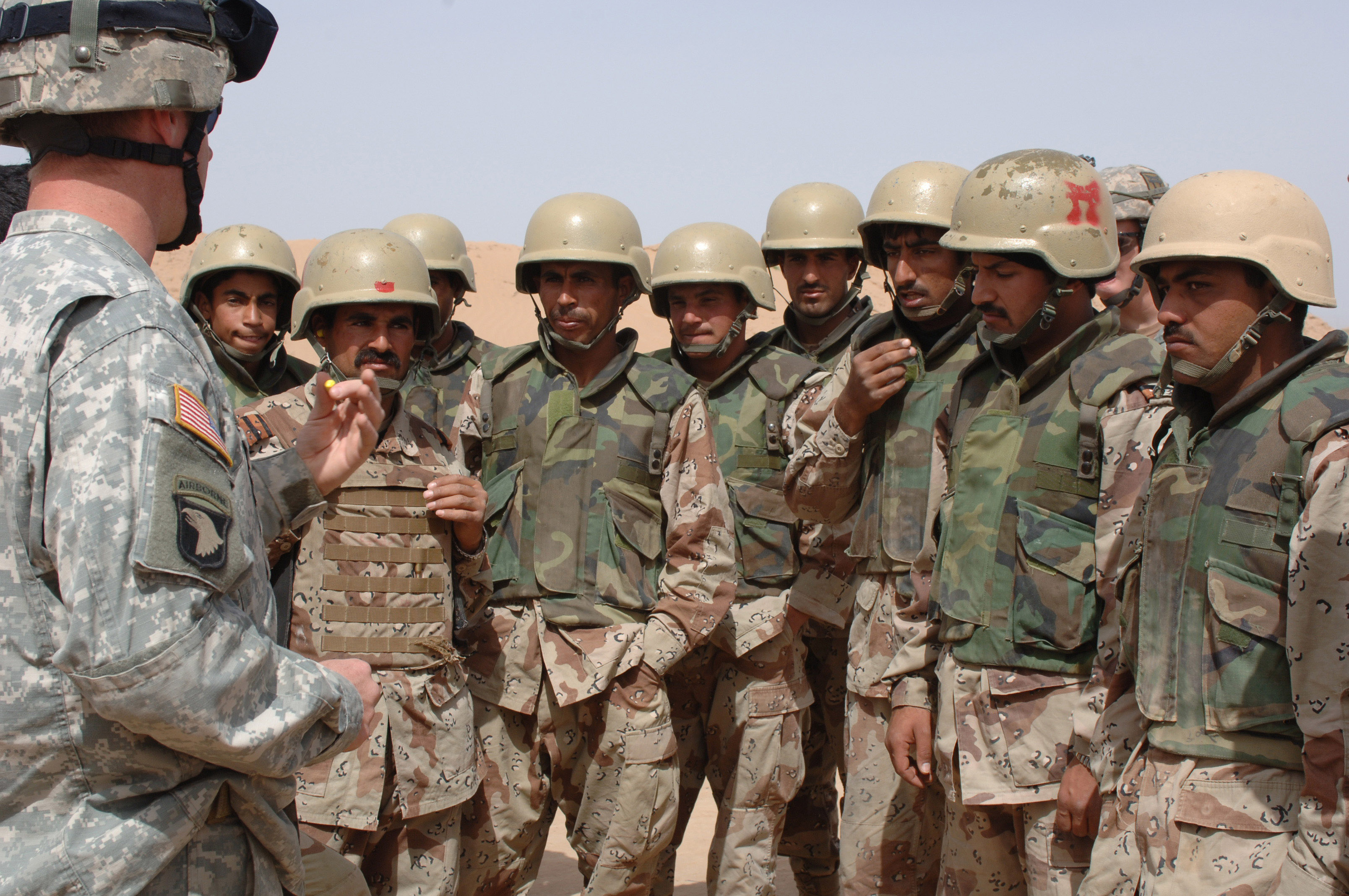
Иракские солдаты в DBDU, 2006
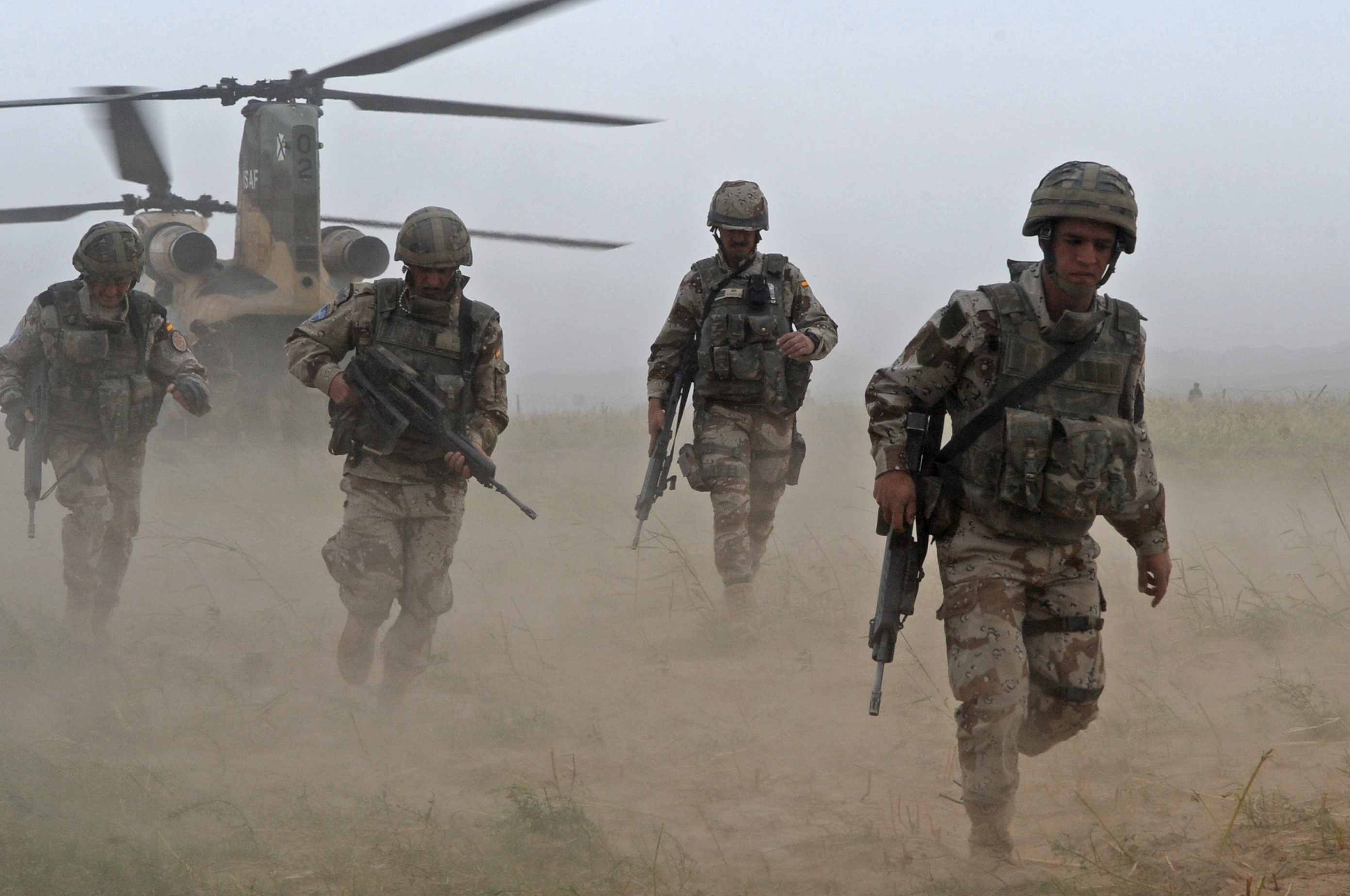
Испанские солдаты в форме с паттерном «шоколадная крошка», Афганистан, сентябрь 2008 года.
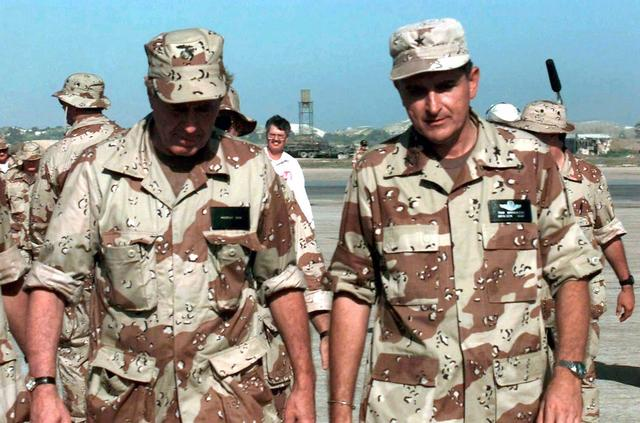
Президент США Джордж Буш-старший и генерал Микалайчик в аэропорту Могадишо, январь 1993.
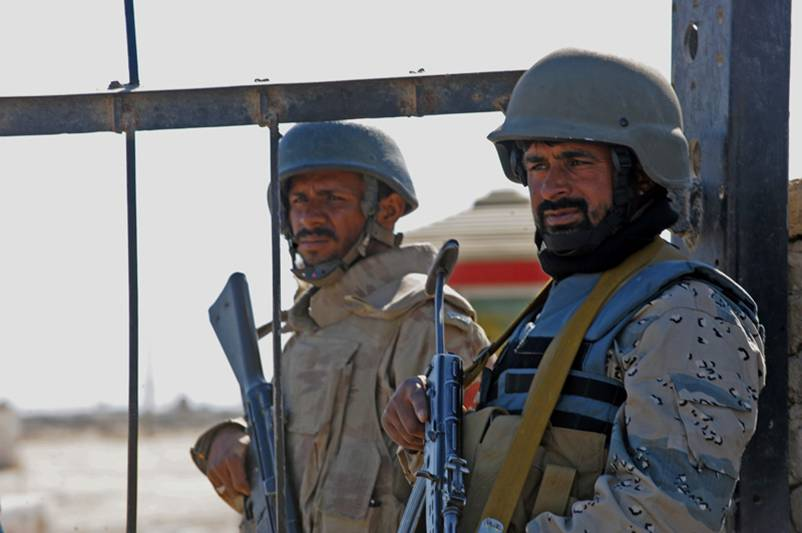
Афганский пограничник (справа) в саудовском варианте DBDU голубого цвета с пакистанским коллегой.
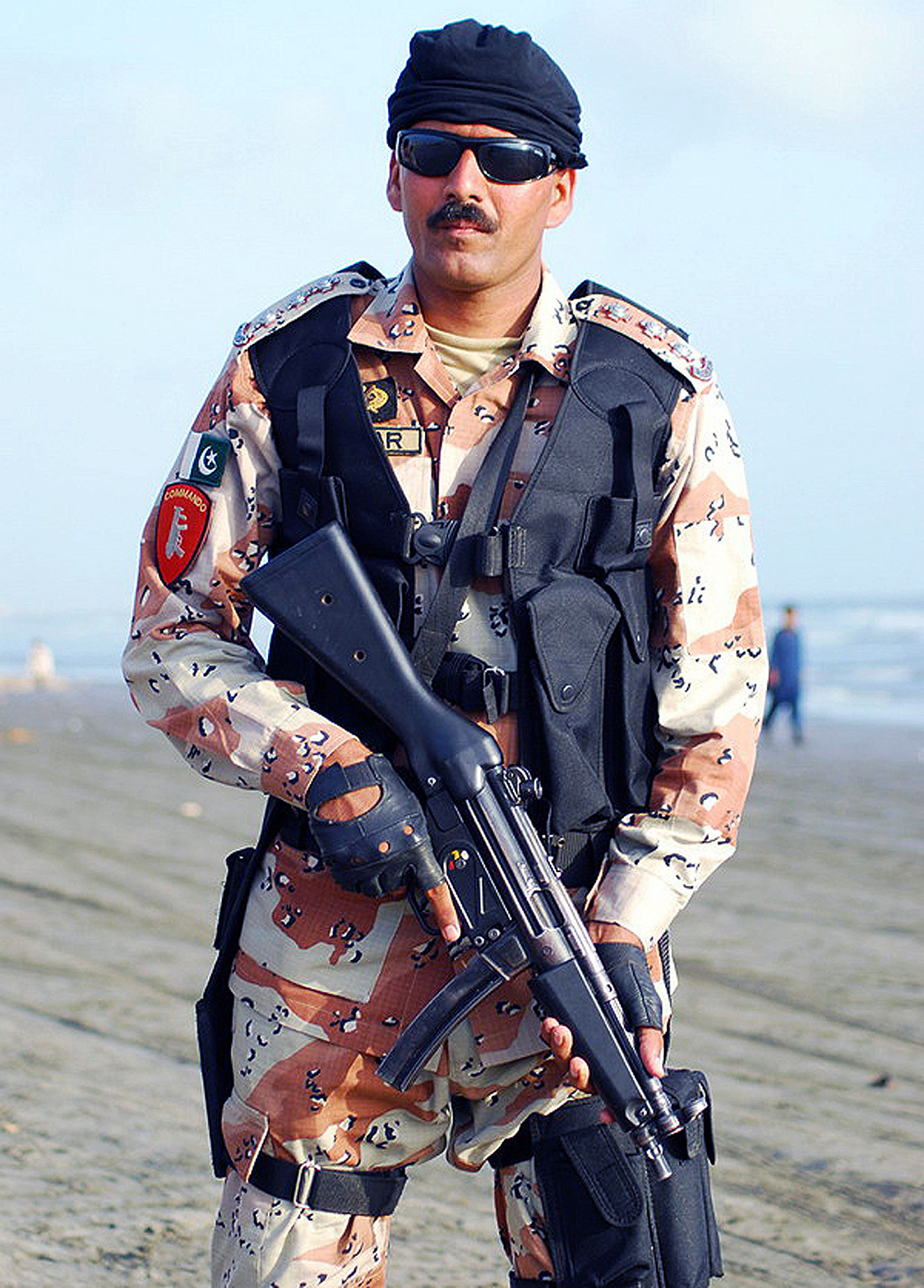
Пакистанский рейнджер в DBDU.